# Michel Denis
Michel Denis (Boulogne-Billancourt, 1 mei 1941) is een Franse jazz- en blues-drummer.
Denis speelde vroeg in zijn loopbaan met de Roman Dixieland Jazz Band. Hij werkte veel met dixieland- en swing-musici als Don Byas, Dominique Chanson, Bill Coleman, Michel De Villers, Earl Hines, Stuff Smith, en Rex Stewart. Nadat Memphis Slim naar Parijs verhuisde werd Denis drummer in diens band, en hij bleef dat achttien jaar lang. Daarnaast speelde hij ook als 'sideman' voor Paul Gonsalves, Johnny Griffin, Claude Guilhot, John Lee Hooker, Michel Sardaby, T-Bone Walker en Big Joe Williams. In de jaren 70 speelde hij veel met Dany Doriz. In 1981 sloot hij zich aan bij de groep van François Rilhac, later werkte hij onder meer met Peter Compo.